# Suzanne Curchod
Suzanne Curchod, född 1737, död 6 maj 1794, var en fransk (ursprungligen schweizisk) salongsvärd och författare, gift med Jacques Necker. Hennes salong var en av de mest berömda före franska revolutionen.

## Biografi
Suzanne Curchod var dotter till den fattige pastorn i byn Crassier i kantonen Vaud i Schweiz och fick en fin utbildning i hemmet. Hon gifte sig 1764 med den schweiziske finansiären Jacques Necker och blev mor till Germaine de Staël. År 1776 blev hennes make Frankrikes finansminister trots att han var protestant och utlänning, något som till stor del ansågs bero på hennes salong.
Suzanne Curchod höll en salong med konst och litteratur som tema som samlade Parisocietetens mest inflytelserike medlemmar och räknade Marmontel, La Harpe, Buffon, Grimm, Mably, Bernardin de Saint-Pierre, Diderot och d'Alembert bland sina regelbundna besökare; även salongskolleger som Marie Thérèse Geoffrin och Marie Anne du Deffand besökte hennes salong i egenskap av exil-schweizare. Då Jacques Necker avskedades 1790 återvände hon med honom till Schweiz.
Hennes aktiva sällskapsliv och hennes makes ogillande av kvinnliga författare gjorde att hennes publicerade skrifter är få; hon utgav Mémoire sur l'Etablissement des hospices (1786) och Réflexions sur le divorce (1794).
Suzanne Curchod grundade barnsjukhuset Necker-Enfants Malades Hospital i Paris 1784.